# Johan August Siljeström
Johan August Siljeström, född 4 augusti 1812 i Åby socken i Kalmar län, död 23 januari 1872 på Källtorp i Förlösa församling i Kalmar län, var en svensk ämbetsman, godsägare, och politiker. Han erhöll landssekreterares namn, heder och värdighet. Han var riksdagsman för borgarståndet i Kalmar vid ståndsriksdagen 1865–1866.